# ماركوس بورتر
ماركوس بورتر (بالإنجليزية: Monty Porter)‏ هو لاعب دوري الرغبي أسترالي، ولد في 1935 في تامورث في أستراليا، وتوفي في 24 يناير 2011.